# Tyska kejserliga marinen
Tyska kejserliga Marinen (tyska: Kaiserliche Marine) var namnet på kejsardömet Tysklands sjöstridskrafter. Den kejserliga flottan grundades vid Tysklands enande 1871 och upplöstes i samband med första världskrigets slut 1918. I november samma år bildades en ny tysk flotta med namnet Reichsmarine.
Större fartyg i kejserliga flottan bar prefixet SMS, som stod för Seiner Majestät Schiff (svenska: Hans Majestäts Skepp), vilket motsvarar prefixet HMS, som används i de svenska och brittiska flottorna.

## Historik
Den kejserliga marinen skapades utifrån Nordtyska förbundets flottan. 1872 grundades det kejserliga amiralitetet med Albrecht von Stoschwurde som första chef. Marinen hade som uppgift att skydda Tysklands kuster och att beskydda landets handelssjöfart. Från 1880-talet deltog flottan även i säkrandet av Tysklands kolonier i Afrika, Asien och Oceanien.

### Kapprustning
Under kejsar Vilhelm II:s regeringstid inleddes en kraftig expansion av marinen, vilket ledde till en kapprustning mellan Tyskland och världens då starkaste sjömakt Storbritannien. Flottan fick stor betydelse genom den marinintresserade Vilhelm II. Viktiga hamnar var Kiel och Wilhelmshaven som fick statusen Reichskriegshäfen. 1897 utnämndes Alfred von Tirpitz till statssekreterare vid marinministeriet och kom som  sådan att driva på utbyggnaden av Tysklands högsjöflotta, ett projekt som fick namnet Tirpitzplanen.  

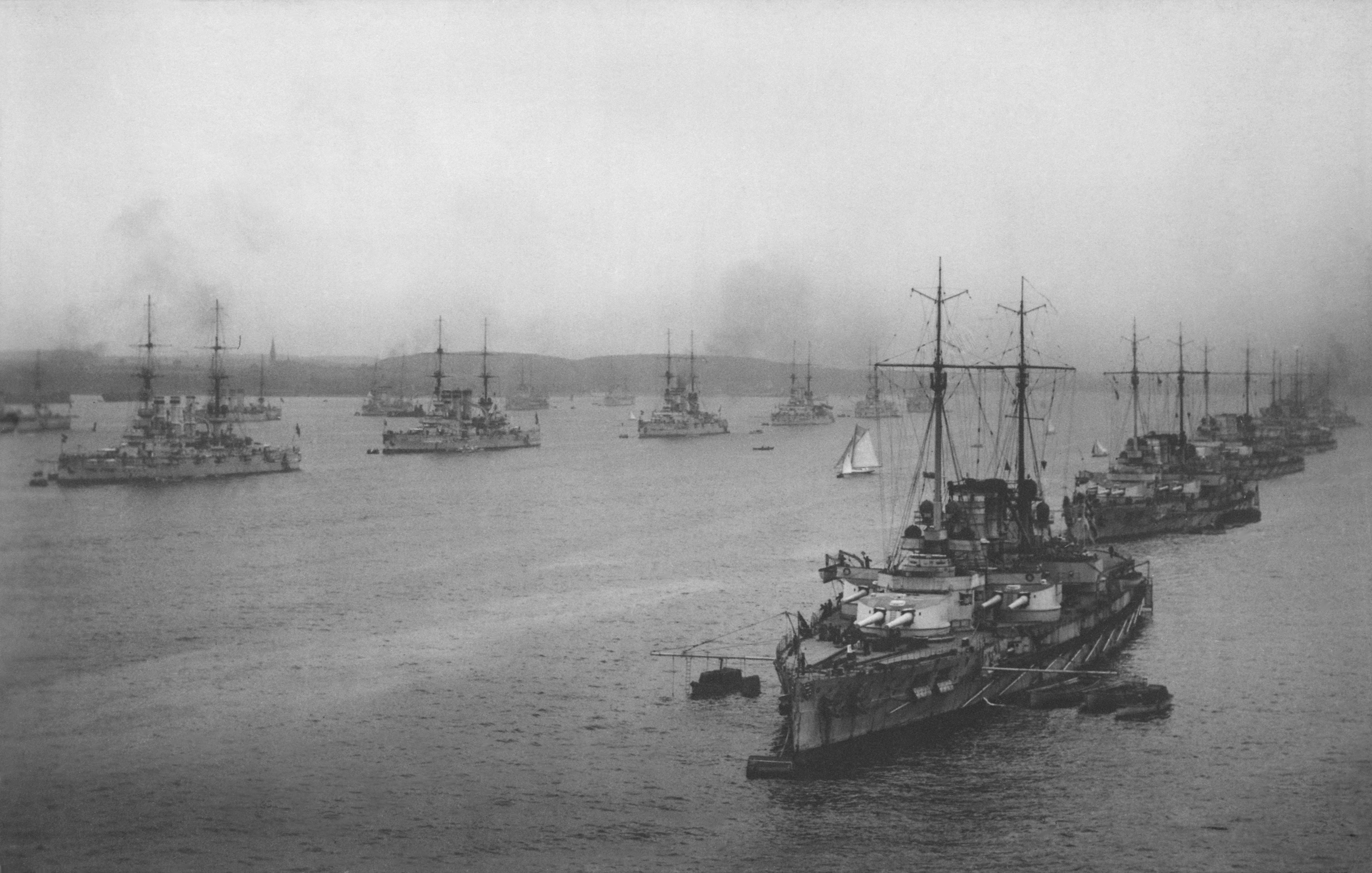
Enheter ur 1. och 2. slagskeppseskadrarna på redden till Kiel åren före första världskriget.

### Första världskriget
Under första världskriget ställdes högsjöflottan mot den numerärt överlägsna Royal Navy. 31 maj – 1 juni 1916 möttes de båda flottorna utanför Jylland i krigets största sjöslag. Det så kallade Skagerrakslaget slutade utan någon klar segrare; de brittiska styrkorna led större förluster men tyskarna tvingades retirera och höll sig under återstoden av kriget huvudsakligen i sina hemmavatten. Efter slaget ansåg den tyska marinledningen att man inte längre kunde mäta sig med Storbritannien i fråga om ytstridsfartyg och valde istället att satsa större resurser på ubåtskrigföring.
Den tyska flottan besegrades inte i strid utan internerades av de allierade, efter att landkriget på västfronten förlorats på hösten 1918. De internerade fartygen fördes till den brittiska flottbasen Scapa Flow, där de senare sänktes av sina egna besättningar för att inte överlämnas till segrarmakterna.